# محمد بن داوود الخطيب
محمد بن داوود الخطيب (1301 هـ - 17 رجب 1380 هـ) هو رجل دين شيعي عراقي، كما أنه كاتب في الشعر والأدب.

## ولادته ونشأته
هو محمد بن داود بن خليل بن الحسين بن نصير بن زيد بن طعان الشهير بالخطيب، ولد عام 1301 هـ، وأرَّخ والده ذلك بالأبيات التالية ومنها:
بـمليح وجه مذ علت أنـواره.... كالشمس أشرقت نورها وضياؤها
جاء البشير مهنئاً مذ أرخوا.... (فازت بيمن مـحمد خـطباؤها)
فهو من سلالة عربية تسمى آل الخطيب المنتهية إلى شيخ مشايخ جشعم النازحة من الحجاز والتي استوطنت العراق واختارت منه مدينة كربلاء في الأرض المسماة بالخطيبية نسبة لها، وتمتدت خيامها آنذاك حتى إتصلت بالعتبة الحسينية مما يلي الباب المعروفة (بالزينبية).

## مؤلفاته
- صحاح الخبر في الأدلة على إمامة الأئمة الإثني عشر.
- رسالة في حضانة الطفل.
- رسالة في مناسك الحج والعمرة.
- رسالة في طلاق المريض.
- رسالة عملية في إتمام الصلاة والطهارة.
- الدورة الفقهية في أحكام الجعفرية (دورة كاملة) وهي عبارة عن بحث إستدلالي.
- رسالة في طب النبي.
- التذكير في شرح التبصر.
- رسالة في صلاة الجمعة.
- رسالة في الأجوبة الطهرانية.[1]

## شعره
منها:
نار قلبي لم تزل تستعر.... لإمام بالنوى مستتر
كم أناديه ودمعي يقطر.... يا إمام العصر أنت المظهر
قدرة لله وهو الأقدر
ومنها:
وتنادي كل صبح ومسا.... أنجماً بالطف غارن طمساً
رفعت منه العوالي أرؤساً.... وتقاسي في الحشى نار أسى
ليس تطفيها دموع أبحر

## وفاته
توفي يوم الخميس السابع عشر من رجب سنة 1380 هـ.